# Fitosfera
Fitosfera je neposredna okolica rastlin, kjer okoljski dejavniki opredeljujejo habitate in življenjske cikle rastlin. Tu potekajo procesi embrionalnega razvoja, odgovorni za formacijo in obliko telesnih organov (morfogeneza) in tudi evolucijski procesi. Del fitosfere je rizosfera. 
Fitosfera je petkrat manjša od zoosfere, kajti v morskih globinah ni rastlin.